# Подврх
Подврх (словен. Podvrh) — поселення в общині Осилниця, регіон Південно-Східна Словенія, Словенія.